# Долгиниха
Долгиниха — деревня в городском округе Мытищи Московской области России. Население — 16 чел. (2010).

## География
Расположена на севере Московской области, в северо-восточной части Мытищинского района, примерно в 22 км к северу от центра города Мытищи и 22 км от Московской кольцевой автодороги, на берегу Пестовского водохранилища системы канала имени Москвы. В деревне 15 улиц. Связана автобусным сообщением с посёлком городского типа Икша Дмитровского района. Ближайшие населённые пункты — деревни Поседкино, Рождественно и Румянцево.

## Население
| 1859 | 1890 | 1899 | 1926 | 2002 | 2010 |
| ---- | ---- | ---- | ---- | ---- | ---- |
| 93   | ↘87  | ↗187 | ↘160 | ↘18  | ↘16  |

## История
В «Списке населённых мест» 1862 года — владельческая деревня 2-го стана Московского уезда Московской губернии по левую сторону Ольшанского тракта (между Ярославским шоссе и Дмитровским трактом), в 30 верстах от губернского города и 18 верстах от становой квартиры, при реках Дашутке и Чёрной, с 39 дворами и 93 жителями (39 мужчин, 54 женщины).
По данным на 1899 год — деревня Марфинской волости Московского уезда.
В материалах Всесоюзной переписи населения 1926 года указаны деревни Долгиниха I (65 жителей, 15 крестьянских хозяйств) и Долгиниха II (95 жителей, 20 крестьянских хозяйств) Долгинихинского сельсовета Трудовой волости Московского уезда в 7,5 км от Дмитровского шоссе и 11,5 км от станции Катуар Савёловской железной дороги.
С 1929 года — населённый пункт в составе Коммунистического района Московского округа Московской области. Постановлением ЦИК и СНК от 23 июля 1930 года округа как административно-территориальные единицы были ликвидированы.
1929—1935 гг. — деревня Долгинихинского сельсовета Коммунистического района.
1935—1939 гг. — деревня Долгинихинского сельсовета Дмитровского района.
1939—1960 гг. — деревня Протасовского сельсовета Дмитровского района.
1960—1963, 1965—1994 гг. — деревня Протасовского сельсовета Мытищинского района.
1963—1965 гг. — деревня Протасовского сельсовета Мытищинского укрупнённого сельского района.
1994—2006 гг. — деревня Протасовского сельского округа Мытищинского района.
2006—2015 гг. — деревня сельского поселения Федоскинское Мытищинского района.